# Fell (Gemeinde Steinfeld)
Fell ist eine Katastralgemeinde der Gemeinde Steinfeld im Bezirk Spittal an der Drau in Kärnten. Hauptort ist Fellbach.

## Geographie

### Siedlungsentwicklung
Zum Jahreswechsel 1979/1980 befanden sich in der Katastralgemeinde Fell insgesamt 119 Bauflächen mit 48.089 m² und 101 Gärten auf 84.573 m², 1989/1990 gab es 118 Bauflächen. 1999/2000 war die Zahl der Bauflächen auf 306 angewachsen und 2009/2010 bestanden 192 Gebäude auf 311 Bauflächen.

### Bodennutzung
Die Katastralgemeinde ist forstwirtschaftlich geprägt. 319 Hektar wurden zum Jahreswechsel 1979/1980 landwirtschaftlich genutzt und 1906 Hektar waren forstwirtschaftlich geführte Waldflächen. 1999/2000 wurde auf 321 Hektar Landwirtschaft betrieben und 2257 Hektar waren als forstwirtschaftlich genutzte Flächen ausgewiesen. Ende 2018 waren 294 Hektar als landwirtschaftliche Flächen genutzt und Forstwirtschaft wurde auf 2279 Hektar betrieben. Die durchschnittliche Bodenklimazahl von Fell beträgt 33,8 (Stand 2010).

## Geschichte
Der Hauptort Fellbach war seit der frühen Neuzeit Sitz eines Eisenhammers. Als in der zweiten Hälfte des 19. Jahrhunderts diese Industrie nicht mehr profitabel war, wurde am Ort eine Pappenfabrik errichtet.
Die Katastralgemeinde Fell ist seit 1850 Teil der Gemeinde Steinfeld.

## Sehenswürdigkeiten
- Kapelle Mariae Heimsuchung, Fellbach
- Kath. Filialkirche hl. Andreas, Gajach
- Schloss Raggnitz[3]